# Samsung Galaxy Z Fold 3
Il Samsung Galaxy Z Fold 3 è uno smartphone pieghevole, basato su Android, sviluppato da Samsung Electronics per la serie Galaxy Z, ed è successore del Samsung Galaxy Z Fold 2. È stato annunciato l'11 agosto 2021 insieme al  Samsung Galaxy Z Flip 3, ai Samsung Galaxy Watch 4 e 4 Classic ed alle Samsung Galaxy Buds 2. È il quarto dispositivo pieghevole della gamma 2021 di Samsung e tra i modelli di punta della serie.

## Specifiche

### Design
A differenza del precedente Z Fold 2, il Galaxy Z Fold 3 monta a protezione dei display il Gorilla Glass Victus, in una versione apposita. Il meccanismo di cerniera utilizza fibre di nylon progettate per impedire a polvere e altri detriti di penetrare negli strati del display; è autoportante da 75 a 115 gradi. Il pulsante di accensione è incorporato nel telaio e funge anche da sensore di impronte digitali, con i tasti del volume situati appena sopra. Il dispositivo è disponibile in tre colori: Phantom Black, Phantom Silver, Phantom Green.

### Hardware
Il Galaxy Z Fold 3 contiene due schermi: la sua cover anteriore utilizza un display da 6,2 pollici al centro con cornici minime, uguale al predecessore, e il dispositivo può aprirsi per esporre un display da 7,6 pollici presentandosi senza nessun foro, in quanto la fotocamera è stata spostata sotto quest'ultimo. Entrambi i display supportano HDR10+ e la frequenza di aggiornamento fino a 120 Hz. È resistente all'acqua e alla polvere (IPX8). La luminosità massima è di 1000 nit.
Supporta le reti 5G e Wi-Fi 6E. Compatibile con Nano-SIM ed eSIM.
Il dispositivo ha 12 GB di RAM LPDDR5 e 256 o 512 GB di UFS 3.1 non espandibile. È alimentato dal Qualcomm Snapdragon 888 5G. Utilizza due batterie divise tra le due metà, per una capacità di 4400 mAh; la ricarica rapida è supportata tramite USB-C fino a 25 W o in modalità wireless tramite Q.I. fino a 11 W (la ricarica wireless inversa fino a 4.5 W). Questo contiene 5 fotocamere, tra cui tre obiettivi posteriori da 12 megapixel (principale, teleobiettivo ed ultra grandangolare), oltre a una fotocamera frontale da 10 MP sul coperchio e una seconda fotocamera frontale da 4 MP sullo schermo interno.

### S Pen
Il dispositivo è compatibile con la S Pen Fold Edition e la S Pen Pro, quest'ultima bluetooth e con funzioni uguali alla penna della serie Note. In quanto non è presente uno slot, è venduta anche accoppiata ad una cover apposita, acquistando la confezione Note Pack.

## Software
Il Galaxy Z Fold 3 è fornito con Android 11 e il software One UI 3.1.1 di Samsung. Segue le stesse caratteristiche del modello precedente, seppur con qualche miglioramento.
Da dicembre 2021 inizia a ricevere l'aggiornamento ad Android 12 con One UI 4.0, passata poi alla versione 4.1 a partire da metà marzo 2022 e successivamente alla versione 4.1.1.